# Iamblichos I.
Iamblichos I. (altgriechisch Ίάμβλιχος; † 31 v. Chr.) war ein arabischer Dynast (Phylarch) von Emesa (heute Homs) aus dem Geschlecht der Sampsigeramiden. Er war ein Sohn des Sampsigeramos I.

## Leben
Iamblichos erscheint zuerst in der Korrespondenz Ciceros, der 51–50 v. Chr. als Prokonsul die Provinz Kilikien verwalten musste. Nach der Niederlage des Marcus Licinius Crassus im Jahr 53 v. Chr. drohte bereits einige Zeit eine parthische Gegenoffensive, die Cicero erwartete und gegen die er seit seiner Ankunft in der Provinz rüstete. Eine wichtige Rekrutierungsbasis waren die socii et amici populi romani, die römischen Bundesgenossen. Zu den wenigen treuen Bündnern in dieser Phase direkter parthischer Bedrohung zählte Iamblichos, der Cicero mit wichtigen Informationen versorgte. Während des Alexandrinischen Krieges (48/47 v. Chr.) gewann Antipater, der Vater des Herodes, Iamblichos als Unterstützer für den Feldzug des Mithridates von Pergamon, der zum Entsatz Caesars führte. Iamblichos war bedeutender Unterstützer des Quintus Caecilius Bassus, der von 46 bis 43 v. Chr. eine Erhebung gegen Caesar unternahm, die erst von Cassius Longinus beendet werden konnte. Fortan unterstützte er als römischer Bundesgenosse Marcus Antonius, der den Ostteil des Reiches verwaltete. Sein Ende fand Iamblichos, als er 31 v. Chr. vom eigenen Bruder Alexander des Verrats beschuldigt und hingerichtet wurde. Trotz wechselnder politischer Rahmenbedingungen blieb Iamblichos der römischen Seite stets treu und konnte so dazu beitragen, dass sich ein selbstverwaltetes Fürstentum der Emesener entwickelte.